# 14 الجاثي b
14 الجاثي ب هو كوكب خارج المجموعة الشمسية، يدور حول النجم البرتقالي القزم 14 الجاثي التابع لكوكبة الجاثي. يعتقد، نظراً لكتلته الكبيرة، أنه كوكب غازي.
كان الكوكب عند اكتشافه في عام 1998 أطول الكواكب مدارا حول نجمه. إلا أن الفلكيين تمكنوا لاحقا من اكتشاف كواكب ذات مدار أطول.
اكتشف في عام 2005 كوكب ثان يدور حول نفس النجم وسمي 14 الجاثي ج.